# 독일의 미술

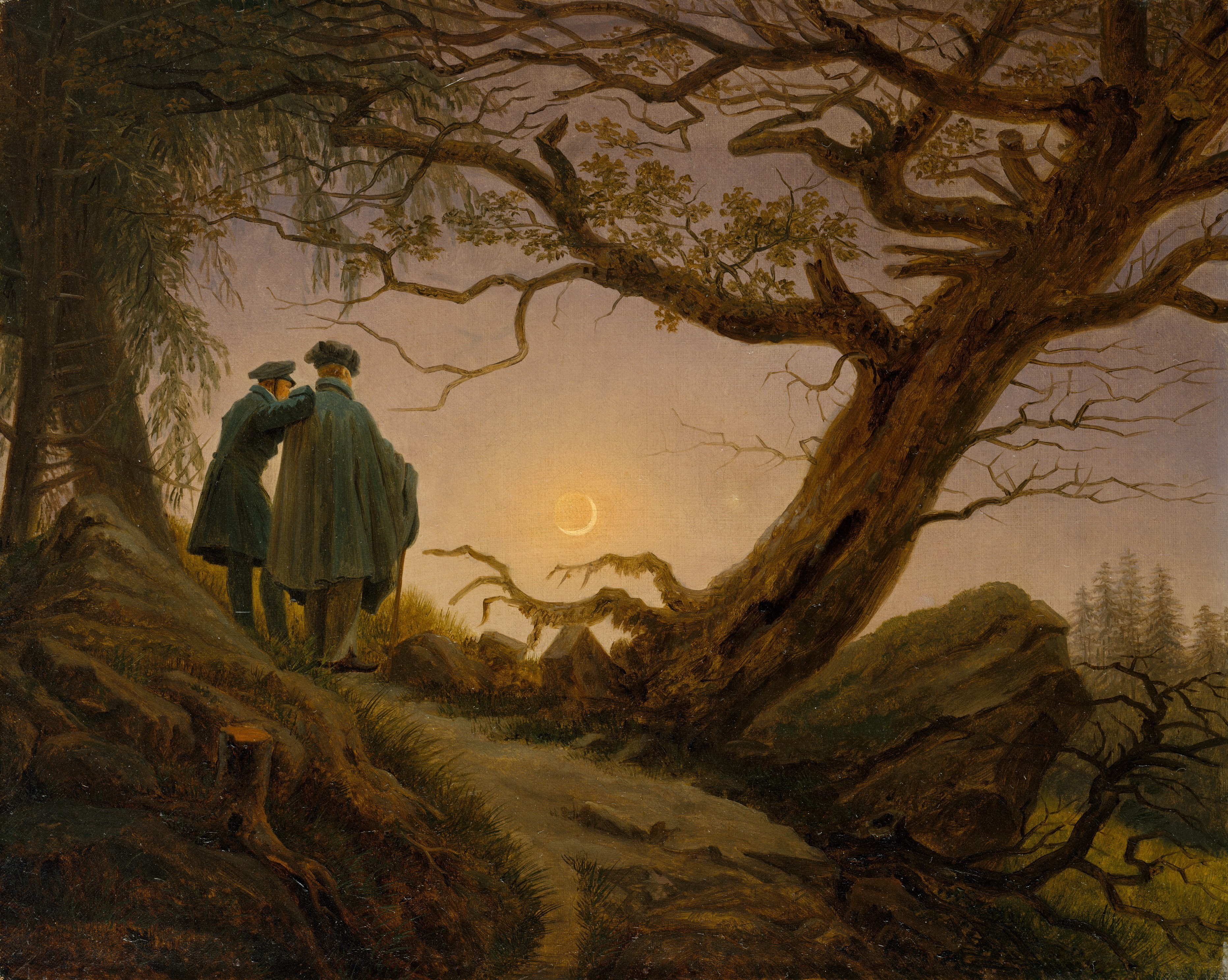
카스파 다비드 프리드리히: 달을 바라보는 두 남자

이 문서는 독일 미술에 대해서 설명한다.

## 회화

### 독일 르네상스
독일에 있어서는 이탈리아와 비교하여 고딕 예술의 전통이 뿌리 깊이 박혀, 그것이 신시대의 갖가지 경향과 혼합되어 다른 나라에서는 볼 수 없는 독특한 양상을 보여 준다. 먼저 형식 면에서 말하면 고딕의 제단(祭壇) 조각에서 점차로 발전하여 이윽고 독립적인 존재가 된 제단화 형식을 주목하지 않으면 안 된다. 그 대부분은 여닫이 문에 의한 북방(北方) 특유의 다층식(多層式)인 것인데, 그뤼네발트의 《이젠하임 제단화》는 그 대표적인 예의 작품이다. 또 이들 작품을 주문하거나 기증하는 사람이 일찍이 교회에서나 제후(諸後)가 독점하고 있었던 것이 점차로 상인을 중심으로 하는 유복한 시민계급으로 바뀌었다는 것도 당시의 새로운 경향의 하나였다.
또 오늘날의 통념에서 보면 '회화'란 액자에 넣어 이동이 가능한 소위 이젤화(畵)를 가리키는 일이 보통인데, 이와 같은 회화 형식(단 당시는 판화가 태반을 점유하였다)이 성립한 것도 겨우 그 무렵부터이며, 그 이전의 회화는 전적으로 스테인드글라스거나 대규모의 벽화, 혹은 사본(寫本)을 장식하는 미니어처(細密畵)였다. 따라서 이들은 거의 예외없이 그리스도의 사적(事跡)과 사도 전기에서 그 주제를 구했고, 초상화나 풍속화 및 풍경화와 같은 장르는 당시에는 아직도 성립할 여지가 없었던 것이다. 이와 같은 형식면과 내용면에 있어서 중세적인 갖가지 제약에서 해방되어 회화가 근대적 의미에서 자율적인 존재라고 주장하기 시작할 때에 비로소 거기에는 여태까지 없었던 여러 가지 새로운 가능성이 열리게 되고, 특히 초상화와 풍경화의 분야에서 그 시대의 독일 미술이 유럽 미술 전반에 수행한 기여는 매우 컸다고 할 수밖에 없다.
일반적으로 독일 르네상스의 회화라고 할 때에 그 중핵이 되는 것은, 말할 것도 없이 뒤러를 중심으로 하여 그와 거의 같은 후대인 크라나흐와 그뤼네발트, 조금 후의 홀바인 등의 화가가 있지만, 그들 이전에서 신시대로 향하는 길을 준비하였던 약간의 화가도 결코 잊어서는 안 된다. 따뜻하고 순한 인간미와 고귀한 아름다움에 넘친 성모상을 많이 그렸던 슈테판 로호나를 비롯한 쾰른파(派)의 화가들과, 네덜란드 회화의 영향하에 독일 사람으로서는 처음으로 현실의 자연에 예리한 관찰의 눈을 돌리고 동시에 고딕적인 평면성을 벗어나 3차원적인 공간 표현에도 훌륭한 솜씨를 보인 바젤의 화가 콘라드 비츠, 그리고 조각가로 활약하면서 동시에 화가로서도 중요한 작품을 남기고 고딕적인 생경함이나 형식주의로부터 보다 자유로이 생생한 사실적 양식으로 향하는 길을 연 미하엘 바흐, 또한 화가로서 다른 사람 보다 특히 기술면에서나 표현에서도 매우 훌륭한 동판화를 남겨 뒤러의 선구자적 존재가 된 마르틴 손가우어 등은 이들 중에서도 특히 중요한 화가이다.

### 17-18세기
30년 전쟁(1618∼1648)은 17세기의 독일 미술에 오랫동안 불모기(不毛期)를 가져왔다. 재능 있는 화가들은 귀족이나 교회로부터의 주문을 받으러 거의 외국으로 떠났다. 전후 셴펠트가 이탈리아로부터 남독일로 돌아와, 빛이 담뿍 담긴 이탈리아의 전원생활을 그리운 추억의 서정을 아로새기면서, 빛과 그림자의 강렬한 콘트라스트와 독특하고 아름다운 색채를 써서 그림을 그린 후 독일 회화는 다시금 생기를 되찾기 시작하였다. 그러나 일반적으로는, 17세기 후반까지도 화가들은 여전히 네덜란드의 루벤스·렘브란트·반 다이크나 이탈리아의 카라바조·코르토나의 수법을 절충적으로 모방하는 범위를 벗어나지 못하였다고 할 수 있다. 그 중에서는 비르만이 뛰어났다. 뮌헨의 알테 피나코테크 작 《마리아의 탄식(歎息)》(1700년경)에서 보는 바와 같이 생생하고 빠른 터치로 군상(群像)을 어두운 배경에서 두드러지게 돋보이도록 한 수법은 참으로 독특한 것으로서, 깊은 심리적 표현을 가진 드라마틱한 효과를 낳고 있다.
18세기에 들어서서도 외국의 영향은 여전히 결정적인 것이었다. 당시 독일에서 가장 유명하였던 두 작가, 즉 페스네가 파리 출신이고, 데스마레가 스웨덴인이었음은 당시의 사정을 잘 말하여 주는 것이다. 국제적 명성을 떨친 유일한 독일인은 멩스였으나 그는 로마에서 살면서 그 후에도 계속 죽을 때까지 마드리드의 궁정에 봉사하고 있었다. 그러나 그는 화가로서뿐만 아니라 이론가로서도 뛰어나 독일어로 저술된 저서 《회화에 있어서의 미와 취미에 관한 고찰》 가운데서 주장한 고전주의의 입장은 독일 미술계에 큰 영향을 주었다. 이상 말한 회화 분야에 비하여 미술사상 훨씬 중요성을 가지는 것은 독일에 있어서의 벽화·천장화의 제작활동이었다. 17세기 말에서부터 18세기 중엽에 걸쳐, 특히 오스트리아와 남독일의 궁전·교회당·수도원의 여러 공간에 환상적 세계를 펼쳐보이는 프레스코화는 유럽의 다른 여러 나라에서는 볼 수 없을 정도의 발달을 보였다. 오스트리아의 그란·트로가·마울베르치, 남(南)독일의 아잠·침머만·귄터·치크 등은 대담한 원근법을 구사하여 천장에 그린 회화공간을 건물 내부의 실제공간과 교묘하게 연결시키기도 하고, 실제의 조각작품과 그림으로 된 인물을 구별할 수 없게 하기도 하여, 건축·조각·회화의 협동 연결로써 유례를 찾을 수 없는 미의 세계를 창출하였기 때문에 관람자는 현혹되어 바로크 내지는 로코코의 호화·화려하고 밝은 환상적 세계 속으로 부지불식간에 끌려들고 만다.

### 19세기

#### 고전주의
독일에서는 18세기에 빈켈만의 획기적인 《고전 미술사》(1746)가 간행되어, 폼페이의 발굴에 의한 새로운 지식과 어울려 고대에 대한 동경이 성하고, 문학도 크게 그것을 뒷받침하여, 독일의 회화는 이미 프랑스보다 앞질러 18세기 말기에는 카르스텐스(1754∼1798)가 고전주의를 강력히 추진하고 있었다. 카르스텐스는 만년에 로마에 영주하고 있었는데, 그를 둘러싸고 로마에는 독일의 화가들이 모여들어 19세기 초에는 고전주의가 압도적인 세력을 보이고 있었다. 카르스텐스는 종래의 회화 기법을 아낌없이 버리고, 색채의 매력을 추방하고 형상의 정확성을 강조하여, 소위 고귀한 윤곽을 존중했다. 그가 이상으로 하여 배운 것은 그리스의 고대 조각이었으며, 고대 조각의 형상에 심취하여 그것을 가지고 신화나 문학적인 내용을 그리곤 했다. 예술에 필요한 것은 역시 자연의 관찰이며, 그것으로부터 떠나 고대 양식의 모방을 제일로 함으로써 여기에도 단조성(單調性)을 낳고 있었다. 독일의 고전주의에는 프랑스의 자유스럽고 박력있는 개척은 보이지 않으나, 이 경향에는 카르스텐스의 이론을 받든 제넬리(1798∼1868)가 후계자로서 알려지는 이외에 코호(1768∼1829)가 알려져 있다.

#### 낭만주의와 나자레파
하나의 주의가 너무 치우치면 그 반동이 일어나는데, 독일에서도 고대 그리스의 모방을 지향한 고전주의의 단조로움에 대하여 색채의 기쁨을 주장하는 한편, 거꾸로 고딕 시대의 종교와 예술의 아름다운 융화를 추상하는 낭만주의가 나타나고 있다. 그것은 1810년 이래, 로마에는 오베르베크를 중심으로 하여 코르넬리우스(1783∼1867)라든가 샤도 등이 모여들었다. 이 사람들은 성 시드로의 폐사(廢寺)에 거처를 삼고 승원(僧院)처럼 엄격한 생활을 하며, 한편에서는 조토에서 페루지노에 이르는, 라파엘로 이전의 제작에 강한 동경을 나타냈다. 그것은 영국의 라파엘 전파(前派)에 앞지른 것이지만, 그들은 고대를 모방하는 고전주의에 반대하여 종교적인 소재에 정열을 높이고, 색채에 의한 감정의 표현을 존중했다. 이 사람들의 당시의 생활이 수도하는 승려와 같았기 때문에 나자레파라고 불리고 있다. 오베르베크(1789∼1869)는 15세기의 이탈리아 양식에 영향 받은 좁은 화풍을 취하고 있는데, 섬세한 감정을 보여 종생토록 로마에 살면서 종교화를 그렸다. 그 밖의 나자레파 화가들은 후에 독일에서 활동을 계속했는데, 코르넬리우스는 명성이 높았고, 사고적인 내용을 갖는 종교화가 많다. 그는 뮌헨이나 그 밖의 다른 곳에서 제작했고, 그를 둘러싼 사람들을 뮌헨파(派)라고 불렀다. 또 뒤셀도르프에서는 샤도(1789∼1862)가 교육자로서 존경을 받았으며 그곳은 미술의 중심지였다. 샤도는 서정적인 경향을 가지고 종교화나 이야기를 그렸으며, 그의 문하에서는 레텔(1816∼1859)을 배출시켰다. 그 일파를 뒤셀도르프파(派)라고 부르는데, 낭만적 경향의 회화로는 이 밖에 시빈트(1844∼1871)가 나타나서 독창적인 제작을 보여 독일의 옛 전통이나 동화에 매력있는 묘사를 낳았다.

#### 사실주의
19세기는 개인의 자각이 점점 성해지는 시대이며, 민중의 생활이 예술이 갖는 것만큼 높이 존중되는 시대였다. 사실 눈앞에는 산 생활이 전개되고, 그 공감은 신선한 것이다. 프랑스의 자연주의는 독일에도 영향되어 풍경화의 발전을 보였고, 사실주의도 침투되어 19세기 후반기에는 독일에도 강한 사실주의의 제작이 나타났다. 그 사실주의 경향에서는 멘첼(1815∼1905)이 강하게 빛나고 있다. 멘첼은 불구의 몸으로 집에서 인쇄업을 한 때문에 일찍부터 석판화에 익숙하고, 25세 때에 《프리드리히 대왕사(大王史)》에 삽화를 그려 일찍 미술계에 알려졌다. 그 후 유화에서는 제재도 넓게 풍속 생활도 다루었는데, 그 관찰은 예리하여 사실의 표현은 뛰어났고, 특히 역사화가 유명하다. 역사화에는 프리드리히 대왕의 역사를 둘러싼 제작이나, 대표작인 《빌헬름 1세의 대관식》(1865)과 그 밖의 것이 있고, 군상(群像)의 배치나 다루는 데 있어 독보적 명성을 올리고 있다. 또한 빛의 묘사에도 창의성을 보였으며, 노동을 다룬 작품으로 《단조 공장(鍛造工場》(1875)이 있고, 19세기 후반에 커다란 존재를 나타내고 있다. 이 밖에 사실적인 작품을 그린 사람으로 라이블(1844∼1900)이 있다. 그는 농민이나 서민생활을 묘사했는데 관찰은 정확하고 또한 묘사는 공감을 모아 간소하며, 생활을 부각시키는 강한 사실성을 보이고 있다.

#### 분리파
프랑스에 있어서 인상파의 제작은 빛의 매력을 결정하여 후의 색채 관념에 획기적인 변화를 재촉했는데, 그 영향은 독일에도 나타나서 분리파라고 불리는 새로운 움직임이 탄생하고 있었다. 인상파의 개혁은 종래의 관념에 충격을 준만큼, 그것은 독일에서도 많은 공격을 받게 되었는데, 1893년에는 뮌헨에서 일단(一團)의 화가가 모여 아카데믹한 경향에서 분리하여, 표현에도 개인의 자유를 강조하는 운동을 계속 추진하였다. 그들은 특별한 이론을 내세우지 않지만 빛의 새로운 발견이나 색채의 신선미에 강한 관심을 나타내어 근대적인 성격을 개척, 분리파의 새로운 제작에서는 리베르만(1847∼1935)이 두각을 나타냈다. 리베르만은 1899년에 베를린에서 일어난 분리파의 움직임에서 그 중심인물이 되어 있다. 그는 파리를 방문하여 인상파와도 접촉했으나, 빛의 묘사를 신선하게 하여 자기의 화풍을 개척하였다. 다만 시대에 따라 여러 가지 영향을 나타냈기 때문에 개성이 약한 인상을 주고 있지만 관찰력이 날카로운 화가이며, 즐겨 생산이나 노동의 생활을 제재로 잡고, 작품은 지성을 보여 더구나 일순(一瞬)의 움직임을 잘 포착하는 교묘한 묘사를 보이고 있다. 프랑스의 인상파는 시종 감각에서 제작을 진행시키지만 독일은 오히려 이성적(理性的)인 제작이며, 분리파에서는 또한 코린트(1858∼1925)가 알려져 있다.

#### 신이상주의
독일의 회화는 사실주의에 의하여 새로운 사실의 발전을 낳고, 인상파의 소개로써 분리파의 운동을 보이고 있다. 하지만, 독일 특유의 사색적·명상적인 성격은, 거기에 새로운 사실적 묘사력으로 그리면서도, 민족의 전통과 그 밖의 동경을 나타내어, 현실을 떠나 문학적인 환상의 세계를 그리는 새로운 움직임을 낳고 있다. 그것을 신이상주의라고 부르는데 그 중에서도 뵈클린(1827∼1901)이 참신한 매력이 있다. 뵈클린은 스위스 태생이지만 독일에서 배우고 독일에서 제작을 하고 만년은 이탈리아에서 살았다. 그의 《자화상》(1872)에서는, 배후의 사신(死神)의 연주에 별안간 화필을 멈추는 자기의 초상을 그렸는데, 게르만 민족적인 명상은 강하게 구상을 색칠하고, 작품에는 마신(魔神)이나 인어 등을 등장시키고 있다. 또 자연스러운 정경을 그리는 데도, 그것이 환상의 세계에 용해되어 들어가는 것도 이 작가이다. 화면에는 미(美)와 이상한 것이 융화되고, 현실과 몽환이 용해되어, 더욱이 밀도 있는 색채와 정밀한 묘사에서 신비스러운 매력을 낳고 있다. 작품에는 《파도의 희롱》(1883), 《죽음의 섬》(1880) 등이 있으며 후년에 초현실주의에 앞장서서 몽환의 세계를 개척하고 있다. 이 밖의 화가로는 생전에는 알려지지 않았으나, 마레스(1837∼1887)가 북방적인 낭만주의를 띠고 중후한 매력을 풍겼으며, 포이에르바하(1829∼1880)가 고전을 동경하여 단정한 작품을 그려 내고 있다.

## 조각

### 독일 르네상스
중세의 조각은 주지하는 바와 같이 건축에 존속하여 있었고, 그때문에 표현상으로나 기술상으로 여러 가지 제약을 받았으며, 그 소재도 거의 돌에 한정되어 있었다. 후기 고딕으로부터 르네상스에 걸쳐 회화가 점차로 건축으로부터 독립해 간 것처럼, 조각도 역시 건축의 지배에서 벗어나 점진적으로 자립적인 존재가 되어 갔다. 바꾸어 말하면 위에 말한 바와 같이 중세적인 제약을 탈피하여 보다 자유스러운 표현과 보다 다양한 소재 그리고 기법의 길을 개척하여 온 것이다. 다만 예술적 달성이란 관점에서 본다면 이 무렵의(16세기 전반) 독일 조각은 같은 시대의 독일 회화에 미치지 못하며, 또 전 시대 즉 후기 고딕의 독일 조각에 비교하여도 그와 같이 말할 수 있다. 틸만 리멘시나이더, 파이트 시토스, 미하엘 파하 등 모두가 독일 후기 고딕 조각의 최후를 장식하는 사람들이기도 했고, 이에 계속하는 성기 르네상스의 조각가들은 말하자면 그들의 작풍(作風)을 이어간 사람이라 하여도 무방하다. 적어도 전통적인 종교 조각에 대하여는 그렇게 말할 수 있으며, 이 시대에 볼 만한 작품은 오히려 새로운 청동 조각이나 세속적인 주제에 의한 것이 많다.

### 17-18세기
이 시대 독일 조각의 첫째 특징은, 조각은 단독으로 감상할 수가 없고 건축체(建築體)에 종속되어 있었다는 점일 것이다. 따라서 오로지 장식적 의미밖에 가질 수 없으며, 작품도 멀리서 볼 것을 예상하여 세부의 손질을 소홀히 하고 있다. 둘째 특징은 고딕, 특히 말기 고딕시대의 작품과 유사하다는 점이다. 그것은 더욱이, 17세기 초두의 우수한 조각가 페테르의 걸작인 레겐스부르크의 대성당에 있는 《책형 군상》에서 볼 수 있는 바와 같은 영혼의 심각한 감동의 표출 가운데 나타나 있으나, 십자가를 안고 있는 막달라 마리아의 긴 머리나 복잡하게 흐르는 날카로운 능선(稜線)을 가진 의상의 무늬도 고딕 이후에 나타난 것이다. 베를린의 실뤼터도 역시 뛰어난 조각가이다. 그의 인체 표현에는 고딕적 형식을 상기시키는 것은 없고, 영혼의 격동이 고전주의적인 형식으로서 파악되어 있다. 남(南)독일 출신의 페르모저도 특필할 만한 존재이다. 그는 오랫동안 이탈리아에서 수업한 후, 드레스덴의 궁정 조각가가 되었는데, 그의 군상 표현은 상상력에 넘치는 것이며, 복잡하고 격렬한 운동중에 포착되는 개개 형상이 파탄 직전에 멋지게 통일이 이루어지고 있는 것이다. 로코코에서 고전주의로의 과도기를 대표하는 것은 빈의 도너일 것이다. 그는 즐겨서 둔탁한 광택을 갖는 납(鉛)을 재료로 써서, 우아한 여성상을 차분히 가라앉은 수법으로 제작하였다. 1730년대로부터 남독일과 오스트리아에서 조각과 회화와 건축공간과의 총합화(總合化)가 성행하기 시작했다. 에기트 퀴린 아잠, 그리고 만하임의 궁정조각가 에겔, 보덴호(湖) 지방에서 활약한 호이히트마이어, 뮌헨의 궁정조각가 귄터 등의 작품에서 볼 수 있는 황홀·고뇌·귀의(歸依)·열광은 심한 몸짓과 바람에 나부끼는 의상(衣裳)의 표현에 있어서 조형화(造形化)되어, 독일 바로크의 환상적인 종합예술 공간에 꼭 알맞는 조상이 되어 있어, 프랑스 로코코의 우아함이나 섬세함과는 전혀 다른 세계를 창출하고 있다.

## 참고 문헌
- 이 문서에는 다음커뮤니케이션(현 카카오)에서 GFDL 또는 CC-SA 라이선스로 배포한 글로벌 세계대백과사전의 "독일 르네상스의 미술#독일의 회화" 항목을 기초로 작성된 글이 포함되어 있습니다.
- 이 문서에는 다음커뮤니케이션(현 카카오)에서 GFDL 또는 CC-SA 라이선스로 배포한 글로벌 세계대백과사전의 "19세기의 각국 회화#독일의 회화" 항목을 기초로 작성된 글이 포함되어 있습니다.
- 이 문서에는 다음커뮤니케이션(현 카카오)에서 GFDL 또는 CC-SA 라이선스로 배포한 글로벌 세계대백과사전의 "17~18세기 독일의 회화" 항목을 기초로 작성된 글이 포함되어 있습니다.